# Koláč

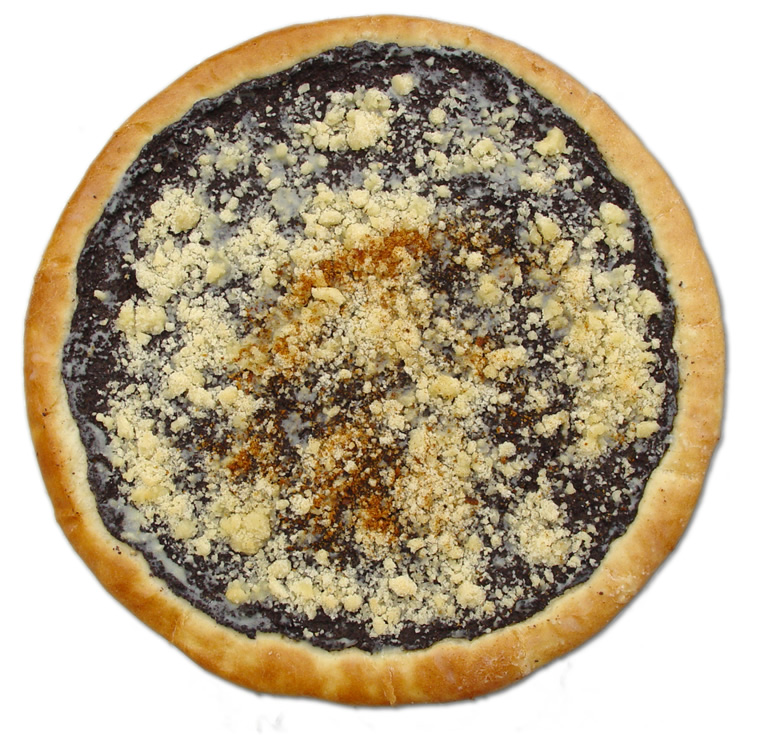
Frgál

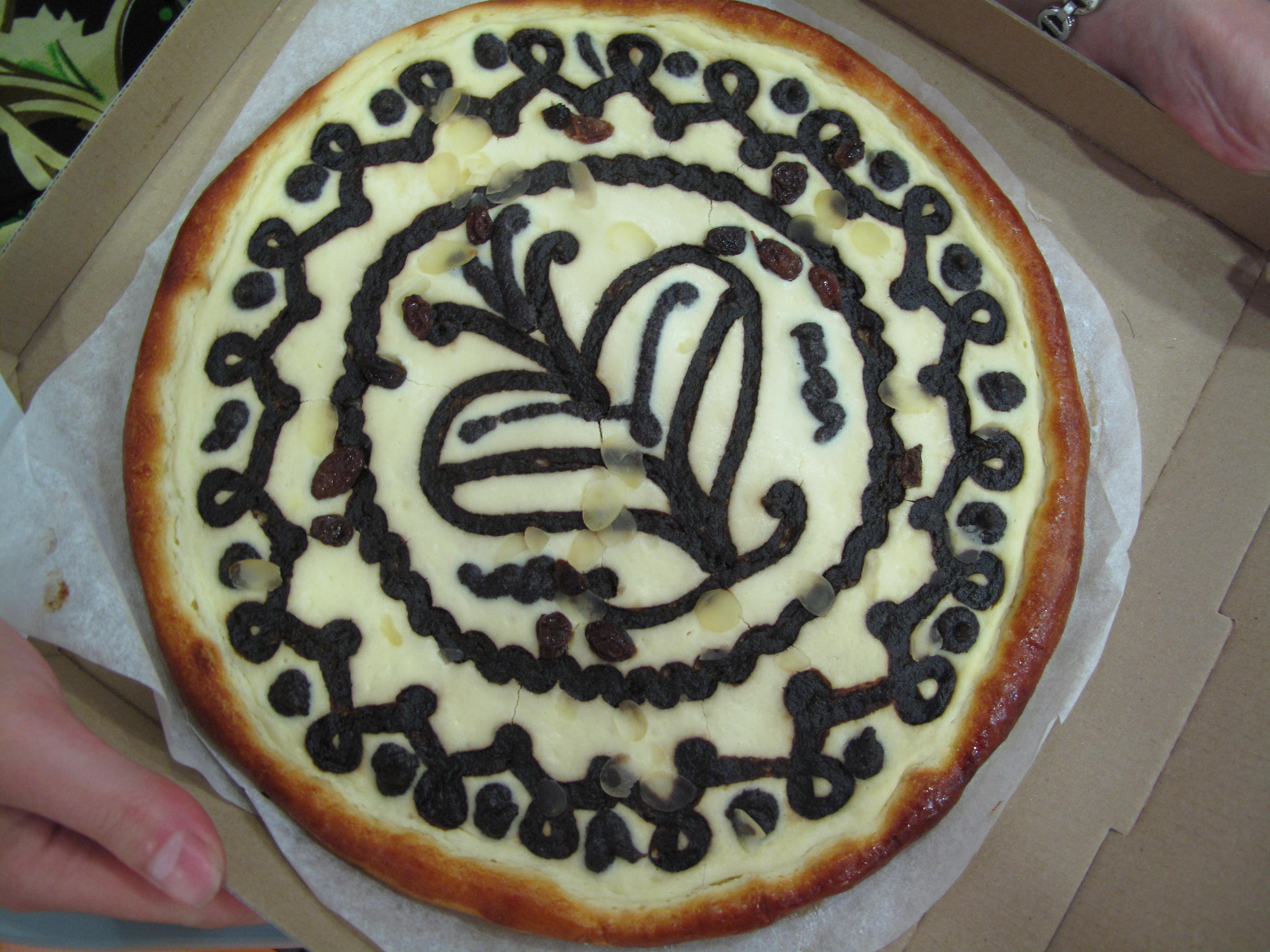
Chodský koláč

Koláč je druh pečiva, který se připravuje pečením, typický především pro českou kuchyni. V závislosti na připravovaném druhu může být zhotoven z různých druhů těsta. Koláčem se nazývají buď menší drobné kousky pečiva s náplní či bez ní, nebo velký plát těsta s náplní, která může být sladká nebo slaná.

## Charakteristika
V Čechách se nejčastěji jako koláč označuje menší kruhové pečivo, které má ve svém středu sladkou náplň (makovou, tvarohovou, povidlovou, ořechovou, džemovou, pudinkovou atd.) Tradiční české koláčky se používají na vesnicích během posvícení jako sváteční pohoštění a nebo při významných událostech (např. svatba). Jsou většinou malé s průměrem nepřesahující 8 cm a pouze s jedním druhem náplně a posypané sladkou drobenkou, či cukrem. Pečou se z kynutého těsta.
Na Moravě se nejčastěji podávají velké kruhové koláče. V některých oblastech mají krajové názvy, například na Valašsku se pečou tzv. frgály, velikosti přibližně 25 centimetrů v průměru. Jsou z kynutého těsta a plní se nejčastěji povidly z jablek, hrušek či švestek.
V jižních a západních Čechách (zejména na Chodsku) mají koláče také velký průměr a zdobí se kontrastními ornamenty nejčastěji z povidel, máku a tvarohu. Podávají se nakrájené na trojúhelníky podobně jako pizza.

## Zajímavosti
Na některých místech v Česku se peče svatební koláč, který je mnohem větší a který současně pojídají oba novomanželé.